# SolydXK
SolydXK o SolydX o SolydK según la Interfaz Gráfica que estés utilizando, o simplemente Solyd es una distribución Linux de origen Neerlandés basado en Debian. SolydXK es un sistema operativo estable, seguro y fácil de usar con un entorno de escritorio simple para pequeñas empresas, organizaciones sin fines de lucro y usuarios domésticos.
Además de muchos programas gratuitos de los repositorios de Debian, SolydXK también incluye software propietario como Adobe Flash, Steam y controladores opcionales de código cerrado , que permiten el uso de prácticamente todo el software multimedia y juegos de video en una plataforma Linux.

## Historia
SolydXK se originó en 2012 a partir de una versión no oficial de Linux Mint Debian Edition (LMDE) con el escritorio KDE Plasma 4. En noviembre de 2012, Linux Mint detuvo el mantenimiento de las versiones KDE y Xfce de LMDE. SolydXK comenzó a admitir los entornos de escritorio Xfce y KDE a finales de 2012, con "SolydX" que se refiere a la versión de Xfce, mientras que "SolydK" se refiere a la versión de KDE. El nombre del proyecto SolydXK se compone de estos dos nombres.

## Características
Las dos ediciones oficiales de SolydXK, SolydX y SolydK, están disponibles como live-CD de 64 bits con un programa de instalación. Además, ha habido una edición RPI de SolydX para la Raspberry Pi desde junio de 2015.
SolydX y SolydK se instalan con software estándar como Firefox , AbiWord / LibreOffice , XChat / Quassel , Pidgin / Kopete y GIMP para diversas tareas comunes. Ambas ediciones instalan Steam , PlayOnLinux y un administrador de controladores para el mejor rendimiento de juego posible.
Originalmente, SolydXK se basaba en las pruebas de Debian, pero desde enero de 2015, SolydXK se ha basado en Debian Estable.